# Fotografia (periodico)
Fotografia è stata una rivista italiana di fotografia fondata a Milano nel 1948, cessata definitivamente nel 1968.

## Storia
Fotografia viene pubblicata per la prima volta a Milano nel 1948, sotto la direzione dell'editore Ezio Croci, il quale ricoprirà tale carica per l'intera attività della rivista.
Il periodico si colloca nel contesto editoriale italiano del secondo dopoguerra caratterizzato dalla ripresa delle attività di storiche riviste di settore, come Progresso Fotografico e Il Corriere Fotografico e dalla nascita di nuove testate sia di fotografia, come Ferrania e Diorama, sia di rotocalchi patinati, come L'Espresso, L'Europeo, Epoca, Il Mondo, e Le Ore, che dedicano sempre più attenzione alla comunicazione visiva per mezzo del medium fotografico.
Nato come bimestrale, il periodico assume il ruolo di organo ufficiale – come si evince anche dal suo primo sottotitolo – di promozione del Circolo Fotografico Milanese (CFM), associazione fotoamatoriale fondata nel 1930, presieduta dal conte Federigo Eugenio Odorici e dotata già nel 1932 di una propria rivista chiamata ugualmente Fotografia, cessata però nel 1933.
Il periodico si caratterizza sin da subito per il grande formato, la pubblicazione di alcuni articoli – similmente alle storiche Progresso Fotografico e Il Corriere Fotografico – frutto di traduzioni dalle principali riviste internazionali di settore e di fotografie a piena pagina – ottenendo così un maggiore impatto visivo – spesso scollegate dal testo. A differenza delle coeve Ferrania e Diorama, attente anche alle arti figurative, al teatro e alla cinematografia, il periodico diretto da Croci rimane legato unicamente allo specialismo di ambito fotografico. La redazione vanta la collaborazione di importanti personalità del panorama di settore, come i fotografi Giuseppe Cavalli, Paolo Monti, Pietro Donzelli, Fulvio Roiter, Mario De Biasi, Guido Pellegrini, Mario Bonzuan e Pietro di Blasi, quest'ultimo curatore degli impaginati, e i critici Giuseppe Turroni e Berto Morucchio. Una simile rosa di collaboratori ha permesso di porre maggiore attenzione sulle opere fotografiche attraverso analisi formali e non esclusivamente tecniche, dando ampio spazio alla pubblicazione di portfolio piuttosto che all'industria fotografica, campo quest'ultimo invece molto apprezzato dall'editoria contemporanea di settore.
In concomitanza alla nascita nel 1950 dell'Unione Fotografica, costituitasi in seguito alla dimissione di alcuni membri del CFM – fra cui gli stessi Di Blasi e Donzelli – la rivista diventa organo di promozione delle attività espositive anche della nuova associazione, con particolare riferimento a quelle di autori europei.
In linea con il panorama editoriale nazionale di settore, Fotografia ripropone i principali avvenimenti e dibattiti in ambito fotografico, primo fra tutti il dualismo tra le tendenze del formalismo e del neorealismo, rappresentate rispettivamente dei già citati Cavalli e Donzelli. In merito a tale questione, la rivista assume un atteggiamento neutrale, limitandosi a riportare l'eterogeneità che caratterizza la produzione fotografica di quegli anni, elemento che le conferisce un carattere eclettico inedito rispetto alle pubblicazioni coeve. Il periodico diventa, effettivamente, un importante veicolo di diffusione sia della cultura fotografica europea, attraverso la promozione di numerose immagini legate, per esempio, alla fotografia astratta, alla tedesca Subjektive Fotografie di Otto Steinert e del gruppo Fotoform e all'associazione francese Groupe des XV, sia di una nuova generazione di fotografi italiani, tra cui Piergiorgio Branzi, Alfredo Camisa, Mario Giacomelli e Italo Zannier.
Nel corso degli anni Cinquanta e Sessanta il direttore Croci cura, inoltre, la pubblicazione di importanti foto annuari – per i tipi della casa editrice milanese Görlich – volti a presentare la migliore produzione fotografica internazionale desunta, di anno in anno, dalle diverse esposizioni e dalle varie testate italiane di settore.
Nel gennaio del 1956, la rivista varia la propria periodicità da bimestrale a mensile, mantenendola fino alla sua chiusura.
Il periodico ricopre, nel corso della sua seppur breve attività ventennale, un ruolo da protagonista nel panorama editoriale di fotografia insieme a Progresso Fotografico e Ferrania. Cessa definitivamente la propria attività nel 1968.